# Cecil Thomas Madigan

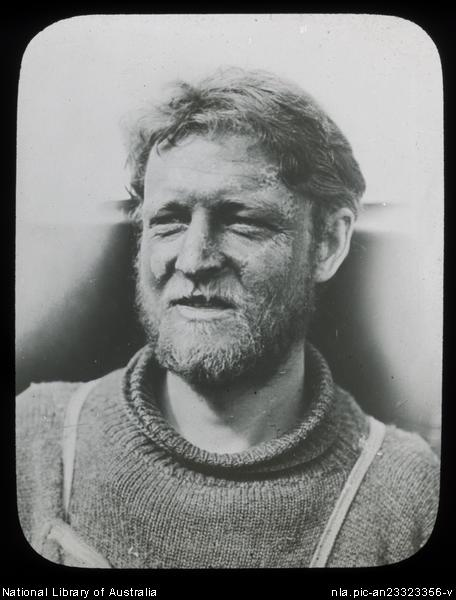
Cecil Madigan

Cecil Thomas Madigan (Renmark, 15 ottobre 1889 – Adelaide, 14 gennaio 1947) è stato un geologo ed esploratore australiano.

## Biografia
Cecil Thomas Madigan è nato il 15 ottobre 1889 a Renmark (Australia meridionale) ed era figlio di Thomas Madigan, frutticultore, e di sua moglie Mary Dixie Finey: ha avuto un fratello e due sorelle. Il 20 agosto 1915 si è sposato con Wynnis Knight Wollaston. È morto il 14 gennaio 1947 ad Adelaide a causa di problemi coronarici.

## Studi
Madigan ha studiato ingegneria mineraria presso l'Università di Adelaide e presso la South Australian School of Mines and Industries (oggi Università dell'Australia meridionale) ove ottenne nel 1910 il Bachelor of Science (B.Sc.) seguito dal Bachelor of Engineering (B.Eng.) nel 1932. Dopo la prima guerra mondiale ottenne presso il Magdalen College in Oxford il Bachelor of Arts (B.A.) nel 1919, il Master of Arts (M.A.) nel 1922 e il Doctor of Science (D.Sc.) nel 1933. Durante gli anni d'università si distinse anche nel cannottaggio e nel pugilato.

## Carriera
Dal 1911 Madigan partecipò come meteorologo all'Australasian Antarctic Expedition svoltasi dal 1911 al 1914. Partendo dal campo base situato a Mawson's Huts, nella Terra Adelia, effettuò varie ricognizioni, in particolare durante due mesi nell'estate australe del 1912-1913 esplorò, percorrendo anche tratti di mare ghiacciato, le coste della Terra di Giorgio V per un totale di oltre 800 km.
Dal 1914 prestò servizio presso i Royal Engineers (corpo dei genieri nell'esercito britannico) nella 76th Field Company della Guards Division aggregata alla 16ª Divisione Irlandese, divenendo capitano nel 1916, fu ferito ma nello stesso anno tornò a combattere in Francia. 
Nel 1920 andò a lavorare in Sudan come geologo governativo. 
Nel 1922 ritornò ad insegnare geologia presso l'Università di Adelaide.
Nel 1937, all'epoca professore di geologia presso l'Università di Adelaide, su invito di un abitante del luogo visitò il cratere di Boxhole rivelandone l'esistenza agli studiosi ed effettuandone il primo studio scientifico.
Nel 1940 Madigan divenne istruttore capo presso la School of Military Field Engineering a Liverpool nel Nuovo Galles del Sud raggiungendo il grado di tenente colonnello. 
Nel 1943 fu congedato dall'Esercito e tornò ad insegnare all'Università di Adelaide dove rimase fino alla sua morte.

## Riconoscimenti
Nel 1914 gli fu assegnata la Polar Medal d'argento per i suoi contributi allo studio dell'Antartide.
Gli è stato intitolato un nunatak, il Madigan Nunatak, situato nella Terra di Giorgio V alle coordinate 67° 9′ S, 143° 21′ E.